# Zero Mostel
Samuel Joel “Zero” Mostel, mais conhecido como Zero Mostel (Nova Iorque, 28 de fevereiro de 1915 — Filadélfia, 8 de setembro de 1977) foi um ator norte-americano.
Participou em filmes tais como: Du Barry Was a Lady (1943), Panic in the Streets (1950) e The Producers (1968). Sua última atuação foi em Watership Down (1978).